# No No No (album)
No No No – czwarty album studyjny amerykańskiego zespołu indie folkowego Beirut wydany 11 września 2015 roku nakładem firmy 4AD. Wszystkie dziewięć utworów napisał samodzielnie Zach Condon.

## Lista utworów
1. Gibraltar
2. No No No
3. At Once
4. August Holland
5. As Needed
6. Perth
7. Pacheco
8. Fener
9. So Allowed